# Araxi Karnusian
Araxi Karnusian (* 19. Februar 1969 in Gstaad) ist eine armenische, in der Schweiz lebende Jazzmusikerin (Tenor- und Sopransaxophon) und Komponistin.

## Leben und Wirken
Karnusian erhielt ab 1976 Geigenunterricht. Nach dem Umzug nach Bern 1985, wo sie das Gymnasium besuchte, hatte sie ab 1989 Saxophonunterricht bei Domenic Landolf und spielte zunächst in einer Rockband. Nach der Matura begann sie 1990 mit dem Studium der Kunst- und Architekturgeschichte sowie der Ethnologie. Während dieser Zeit spielte sie im Grand Orchestre de Culture sowie bei Elephantsoup und begann eine Ausbildung in der Swiss Jazz School. 1993 entschied sie sich für eine Karriere als Musikerin und gründete das Frauensaxophonquartet Lady Face (mit Nina Kubik, Annette Kitagawa, Lisette Wyss), für das sie auch komponierte und arrangierte. Seit 1995 gehörte sie auch zur Salsagruppe Mayeya; dann gründete sie das Duo Laut und Luise (mit Rahel Thierstein). Ab 1998 setzte sie ihre Ausbildung an der Jazz Schule Luzern fort, das sie 2003 abschloss. Sie trat auf dem Jazz Festival Montreux mit Maira Leon y su grupo auf, gründete ihr eigenes Quartett und 2004 mit dem Schlagzeuger Dominic Egli und dem Gitarristen Michael Bucher das basslose Trio K:E:B, mit dem sie auch auf Zypern tourte. Daneben spielte sie mit der Francesca Keller Group, für die sie auch komponierte, und dem Touch Point Orchestra mit Enrico Pieranunzi. Das mit zwei Schlagzeugern und vier Bläsern besetzte Miniatur Orchester führt ihre Kompositionen auf.
Auch schrieb sie für den Film (Ouverture d’une armoire, 2003; Tanzkurzfilm Pause). Mit der Komposition „Judas oder ich verdanke Deinem Schicksal meine Überzeugung“ für Streicher und Pauken gewann sie 2005 ein Stipendium des Kanton Bern.

## Diskographische Hinweise
- laut und luise Open That Door (2006)
- Araxi Karnusian Strange Sounds - Beautiful Music Interrupted (2007)
- K:E:B Gunzgen Süd (2008)
- laut und luise Neuschnee (2009)
- Miniatur Orchestra Pro specie rara (2009)

## Lexikalische Einträge
- Bruno Spoerri (Hrsg.): Biografisches Lexikon des Schweizer Jazz. CD-Beilage zu: Bruno Spoerri (Hrsg.): Jazz in der Schweiz. Geschichte und Geschichten. Chronos-Verlag, Zürich 2005, ISBN 3-0340-0739-6